# Lista das canções mais executadas no Brasil em 2004
Esta lista contém as dez canções mais executadas nas rádios brasileiras no ano de 2004. A lista foi publicada pela empresa Crowley Broadcast Analysis, que recolheu os dados e divulgou as faixas, de repertório nacional e internacional, mais executadas nas estações de rádio de dez capitais brasileiras durante o ano de 2004, no período de 1º de janeiro até 31 de dezembro.

## Lista

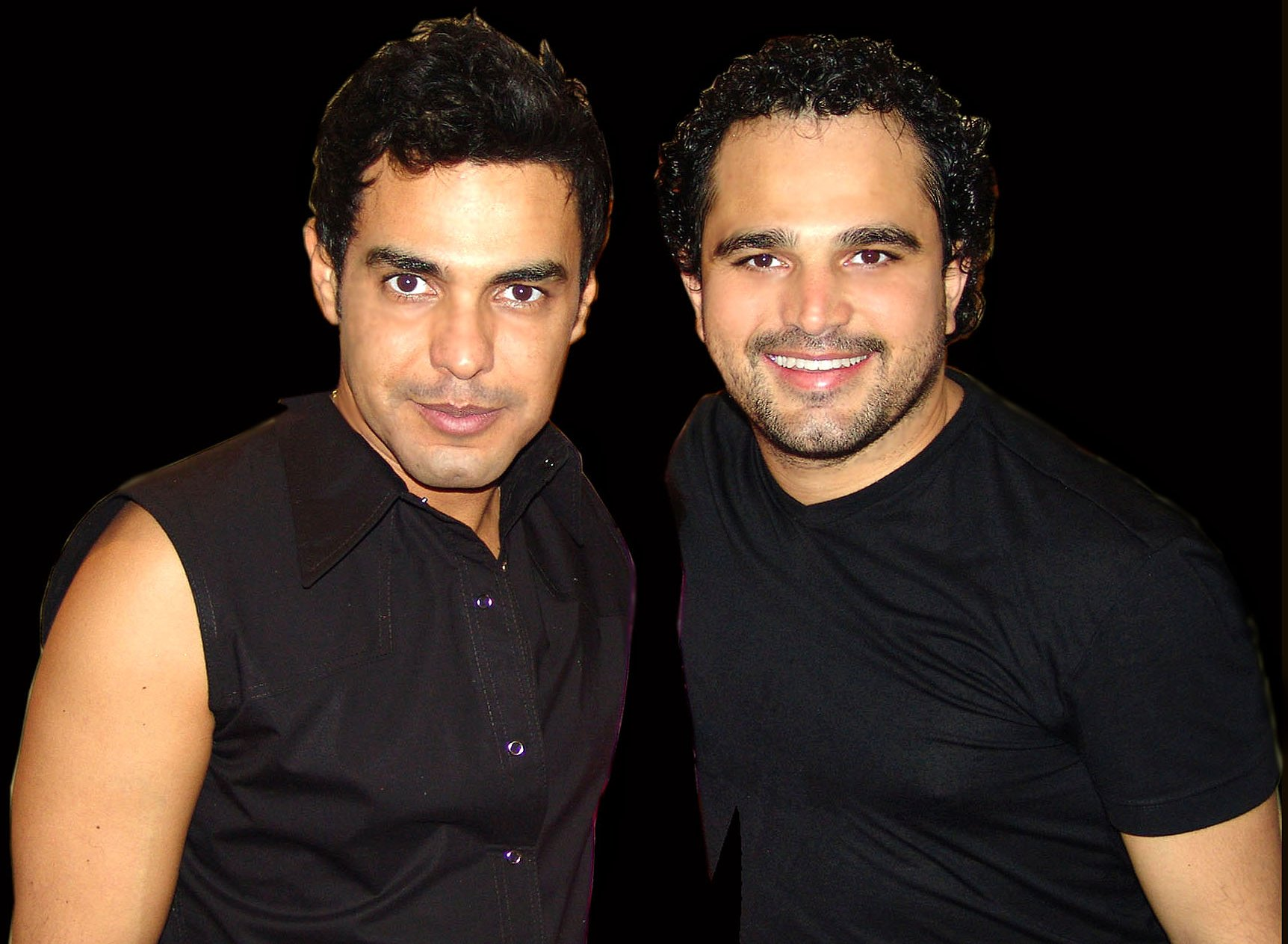
"Nosso Amor é Ouro", de Zezé Di Camargo & Luciano (na imagem), terminou como a canção mais tocada do ano nas rádios, somando um total de 15.865 execuções.

| Posição | Canção                                     | Artista(s)                |
| ------- | ------------------------------------------ | ------------------------- |
| 1       | "Nosso Amor é Ouro"                        | Zezé Di Camargo & Luciano |
| 2       | "Flor do Reggae"                           | Ivete Sangalo             |
| 3       | "Vou Deixar"                               | Skank                     |
| 4       | "Você Me Vira a Cabeça (Me Tira do Sério)" | Alcione                   |
| 5       | "Deixa"                                    | Bruno & Marrone           |
| 6       | "Pra Sempre"                               | Zezé Di Camargo & Luciano |
| 7       | "Porta Aberta"                             | Luka                      |
| 8       | "Quer Casar Comigo?"                       | Netinho de Paula          |
| 9       | "Encostar na Tua"                          | Ana Carolina              |
| 10      | "Fantasias"                                | Leonardo                  |